# Kutch Desert Wildlife Sanctuary
Het Kutch Desert Wildlife Sanctuary is een beschermd natuurgebied in de Rann van Kutch, in het district Kutch, Gujarat, India. Het werd uitgeroepen tot reservaat in februari 1986. Het is het grootste wildreservaat in India. 
Het is een van de grootste seizoensgebonden zoute wetlands met een gemiddelde waterdiepte tussen 0,5 en 1,5 meter. Elk jaar tegen oktober-november droogt het regenwater op en verandert het hele gebied in een zoute woestijn. Het reservaat ondersteunt een grote verscheidenheid aan watervogels en zoogdieren, waaronder de Indische wilde ezel, Indische gazelle, Indische wolf, caracal, nijlgau, wild zwijn, gestreepte hyena, rode vos, loewak, zwartnekhaas, Indische ichneumon en witstaartstekelvarken.

## Flamingo City
Het omsluit een echte zoutwoestijn waar duizenden flamingo's (Phoenicopterus roseus) nestelen in de wereldberoemde ‘Flamingo City’, gelegen in het wad van de Rann, ongeveer 10 km van de buitenpost Nir op de Kala Dungar heuvel, waar flamingo's vroeger tijdens hun broedseizoen samenkwamen. Volgens een televisieserie, National Security van Rajya Sabha TV, is Flamingo City nu een dood stuk land en komen flamingo's hier niet meer broeden.

### Important Bird Area
Het gebied rondom Flamingo City is aangewezen als Important Bird Area door BirdLife International vanwege het belang voor significante populaties van de bastaardarend, keizerarend, kroeskoppelikaan, Indische schaarbek, steppekievit en andere watervogels.

## Indisch-Pakistaanse grens
De noordelijke grens van dit reservaat vormt de internationale grens tussen India en Pakistan en wordt zwaar bewaakt door de Border Security Force in India. Een groot deel van dit reservaat is gesloten voor burgers na het oversteken van de India Bridge bij Kala dungar, Khavda. Toeristen en onderzoekers kunnen hier alleen komen met speciale toestemming van de Border Security Force. In het gebied dat wordt gecontroleerd en gepatrouilleerd door de Border Security Force (BSF) nadat je de “India Bridge” bent overgestoken, lijken honderden vierkante kilometers Rann op zuiver witte sneeuw door de zware afzettingen van zoutkristallen. De moerassige Rann wordt hier wit en vlak zo ver het oog reikt, nadat het regenwater in de winter is opgedroogd.

## Fossielen
Dit reservaat heeft ook een aantal andere oude attracties. In de Jura en Krijt rotsen op de eilanden Khadir Bet, Kuvar Bet en Pachchham Bet in de Rann zijn veel fossielen te vinden van gewervelde dieren, ongewervelde dieren en planten. Fossielen van dinosaurussen, krokodillen (uit de ‘dinosauriërperiode’) en walvissen (uit het Tertiair) zijn hier gevonden. Gefossiliseerde bomen en bossen zijn hier te vinden in de rotsen uit de Jura en Krijt periode. De fossielen van ongewervelde dieren hier zijn onder andere zee-egels en ammonieten.